# Гловер, Ричард
Ричард Гловер (англ. Richard Glover; род. 13 июля 1958, Австралия) — австралийский писатель, журналист и радиоведущий.

## Биография
Ричард Гловер родился 13 июля 1958 года. Окончил Университет Сиднея и получил степень бакалавра гуманитарных наук. Живёт со сценаристкой Деброй Освальд, воспитывает двоих сыновей. Написал 10 книг, включая юмористическую «Отчаянные домохозяева», ставшую бестселлером в Австралии и изданную в переводе в Италии и Польше.
Работает на радиостанции 702 ABC Sydney с января 1996 года, сменив в дневном сегменте эфира Майка Карлтона. Здесь Ричард Гловер с понедельника по пятницу ведет своё трехчасовое радиошоу «Драйв», представляющее собой новости и юмор вперемешку с музыкой.
В 2004 году награждён премией «Ведущий Года».
Автор театральных пьес «Одинокая звезда Лемон», с участием Женевьевы Лемон, и «Рождественская история», премьера которой состоялась в Сиднейском оперном театре в декабре 1998 года под режиссурой Ричарда Верретта.
Является журналистом газеты Сидней Морнинг Геральд (The Sydney Morning Herald), где с 1985 года ведет свою еженедельную юмористическую колонку. Ранее подрабатывал как корреспондент и редактор новостных и искусствоведческих материалов.
В декабре 2011 года вместе с Питером Фицсимонсом записал самое длинное в мире радиоинтервью, за что был внесен в Книгу рекордов Гиннесса.